# György Garics
György Garics (chorvatsky Jurica Garić; * 8. března 1984, Szombathely) je v Maďarsku narozený rakouský fotbalový obránce chorvatského původu, který hraje v klubu Bologna FC 1909. Je zároveň reprezentantem Rakouska. Mimo Rakousko hrál na klubové úrovni v Itálii.

## Reprezentační kariéra
Působil v mládežnické reprezentaci Rakouska do 21 let.
V A-mužstvu Rakouska debutoval 6. 10. 2006 v přátelském utkání ve Vaduzu proti týmu Lichtenštejnska (výhra 2:1). Při svém debutu vstřelil jeden gól.
Zúčastnil se EURA 2008, které se konalo v Rakousku a Švýcarsku.